# Focke-Wulf Fw 47
Die Focke-Wulf Fw 47 war ein in den 1930er-Jahren entwickeltes Wetterflugzeug in Hochdeckerbauart. Vor der Änderung des Firmenkürzels lautete die Bezeichnung A 47. Die Maschine war als Ersatz für die inzwischen veralteten, als Wetterflugzeuge eingesetzten Focke-Wulf A 20 und A 35 vorgesehen. Dazu wurde eine hohe Festigkeit der Zelle und eine gute Flugstabilität verlangt.

## Geschichte
Focke-Wulf bekam im September 1931 den Auftrag zum Bau eines speziellen Flugzeugs für den Wetterflugdienst, wie es von Kurt Wegener gefordert wurde.
Der Prototyp wurde 1932 fertiggestellt, noch unter der Bezeichnung A 47, Testpilot war Cornelius Edzard. Ende November des gleichen Jahres wurde die Maschine nach Tests durch den Reichsverband der Deutschen Luftfahrtindustrie, die ab August in Travemünde stattfanden, an die Wetterflugstelle Hamburg abgegeben, wo sie ab Dezember regelmäßig erfolgreich im Wetterdienst eingesetzt wurde. Eine Serie von neun Maschinen der verbesserten Ausführung A 47C folgte. Von der Version Fw 47D (Firmenbezeichnung jetzt Fw) wurden noch einmal etwa elf Stück gebaut, ein Auftrag für mehr als 20 Maschinen folgte. Sie gingen zwischen 1934 und 1936 an die meteorologischen Dienststellen im Reich. Sie sollten 1944 verschrottet werden, entgingen dem aber, indem sie an die Segelfluggruppen als Schleppflugzeuge abgegeben wurden.

## Beschreibung
Die Fw 47 war als abgestrebter Hochdecker in Gemischtbauweise ausgelegt. Sie besaß einen Stahlrohr-Gitterrumpf, die Tragflächen bestanden aus Holz. Rumpf und Tragflächen waren stoffbespannt. Der Hochdecker besaß zwei offene, hintereinanderliegende Cockpits. Bei der geplanten Variante Fw 47B war für das Argus-As-10C-Triebwerk ein Rootsgebläse zur Verbesserung der Höhenleistung vorgesehen. Der Motor erlangte jedoch keine Serienreife.
Die erste Serienversion Fw 47C erreichte mit einem Argus AS 10C mit 240 PS eine Höchstgeschwindigkeit von 190 km/h. Neben dem neuen Triebwerk wurde ein Funkgerät eingebaut und die hintere Kabine mit einer Windschutzscheibe ausgestattet. Zur Erhöhung der Sinkgeschwindigkeit und zur Verkürzung der langen Anschwebestrecke erhielt diese Variante auch Bremsklappen auf den Außenflügeln. Bei den Meteorologen war dieses Flugzeug als „Höhengeier“ bekannt.
Die Version Fw 47D erhielt einen nochmals stärkeren Argus-Motor vom Typ As 10 E mit 270 PS (ca. 200 kW). Eine Maschine erhielt ein Kufen-Fahrgestell für den Schneeeinsatz.
Diese Variante erhielt außerdem eine verbesserte Ausrüstung durch eine Kurssteuerung.
Insgesamt wurden von dieser Variante 35 Maschinen gebaut.

## Technische Daten
| Kenngröße             | Daten (Fw 47C)                                                                                    |
| --------------------- | ------------------------------------------------------------------------------------------------- |
| Besatzung             | 2                                                                                                 |
| Länge                 | 10,57 m                                                                                           |
| Spannweite            | 17,76 m                                                                                           |
| Höhe                  | 3,04 m                                                                                            |
| Flügelfläche          | 35,00 m²                                                                                          |
| Flügelstreckung       | 9,0                                                                                               |
| Pfeilung              | 3,0°                                                                                              |
| Flächenbelastung      | 45,20 kg/m²                                                                                       |
| Leistungsbelastung    | 6,60 kg/PS                                                                                        |
| Flächenleistung       | 6,80 PS/m²                                                                                        |
| Rüstmasse             | 1065 kg                                                                                           |
| Startmasse            | 1580 kg                                                                                           |
| Triebwerk             | ein hängender Acht-Zylinder-V-Motor Argus As 10C mit Leichtmetall-Verstellluftschraube (⌀ 2,80 m) |
| Startleistung         | 240 PS (177 kW)                                                                                   |
| Kraftstoffvorrat      | 192 l                                                                                             |
| Verbrauch             | 48 l/100 km                                                                                       |
| Höchstgeschwindigkeit | 191 km/h                                                                                          |
| Reisegeschwindigkeit  | 175 km/h                                                                                          |
| Landegeschwindigkeit  | 76 km/h                                                                                           |
| Steiggeschwindigkeit  | 4,30 m/s in Bodennähe                                                                             |
| Steigzeit             | 4,4 min auf 1000 m Höhe                                                                           |
| Dienstgipfelhöhe      | 8000 m                                                                                            |
| Reichweite            | etwa 640 km                                                                                       |
| Flugdauer             | 4 h                                                                                               |
| Startstrecke          | 105 m                                                                                             |
| Landestrecke          | 164 m                                                                                             |